# Oxira perversa
Oxira perversa là một loài bướm đêm trong họ Noctuidae.